# William Smith (simmare)
William Melvin "Bill" Smith, Jr., född 16 maj 1924 i Honolulu, död 8 februari 2013, var en amerikansk simmare.
Smith blev olympisk mästare på 400 meter frisim vid sommarspelen 1948 i London.